# Albert Chamberland
Albert Chamberland (* 12. Oktober 1886 in Québec; † 4. April 1975 ebenda) war ein kanadischer Violinist, Dirigent, Musiklehrer und Komponist.

## Leben
Chamberland war Violinschüler von Jean A. Duquette und später am McGill Conservatory von Alfred De Sève und debütierte 1904 als Violinsolist. Er gehörte dem von Joseph-Jean Goulet gegründeten Orchestre symphonique de Montréal (OSM) an und war von 1907 bis 1910 Mitglied des Beethoven Trios und dann bis 1920 des Dubois-Streichquartetts. 
Im gleichen Jahr gehörte er zu den Gründern des Orchestre philharmonique de Montréal, daneben leitete er bis 1925 das Chamberland String Quartet (mit Norman Herschorn, Eugène Chartier und Raoul Duquette). 1932 wurde er Mitglied des Montreal Orchestra. Als 1934 das vierte OSM gegründet wurde, wurde er dessen Erster Violinist und 1939 stellvertretender Orchesterleiter.
Von 1937 bis 1952 war Chamberland Musikproduzent bei der CBC. Außerdem wirkte er als Lehrer unter anderem am Conservatoire national und am Couvent Villa-Maria. Zu seinen Schülern zählten Alexander Brott, René Gagnier, Norman Herschorn, Lucien Martin und Claude Champagne.

## Werke
- Allegro militaire für Harmoniemusik
- Sérénade für Violine und Klavier
- Étude de concert d’après Rode
- Fantaisie sur l’air «Un Canadien errant»

| Personendaten    | Personendaten                                              |
| ---------------- | ---------------------------------------------------------- |
| NAME             | Chamberland, Albert                                        |
| KURZBESCHREIBUNG | kanadischer Violinist, Dirigent, Musiklehrer und Komponist |
| GEBURTSDATUM     | 12. Oktober 1886                                           |
| GEBURTSORT       | Québec                                                     |
| STERBEDATUM      | 4. April 1975                                              |
| STERBEORT        | Québec                                                     |